# Leptosphaeria aggregata
Leptosphaeria aggregata är en svampart som först beskrevs av Wilhelm Gottfried Lasch, och fick sitt nu gällande namn av O.E. Erikss. 1992. Enligt Catalogue of Life ingår Leptosphaeria aggregata i släktet Leptosphaeria,  och familjen Leptosphaeriaceae, men enligt Dyntaxa är tillhörigheten istället släktet Leptosphaeria,  och familjen Phaeosphaeriaceae. Arten är reproducerande i Sverige. Inga underarter finns listade i Catalogue of Life.